# Ernst Häseler
Ernst Häseler (* 25. Mai 1844 in Sankt Andreasberg; † 3. April 1911 in Braunschweig) war ein deutscher Bauingenieur und Hochschullehrer an der Technischen Hochschule Braunschweig.

## Leben

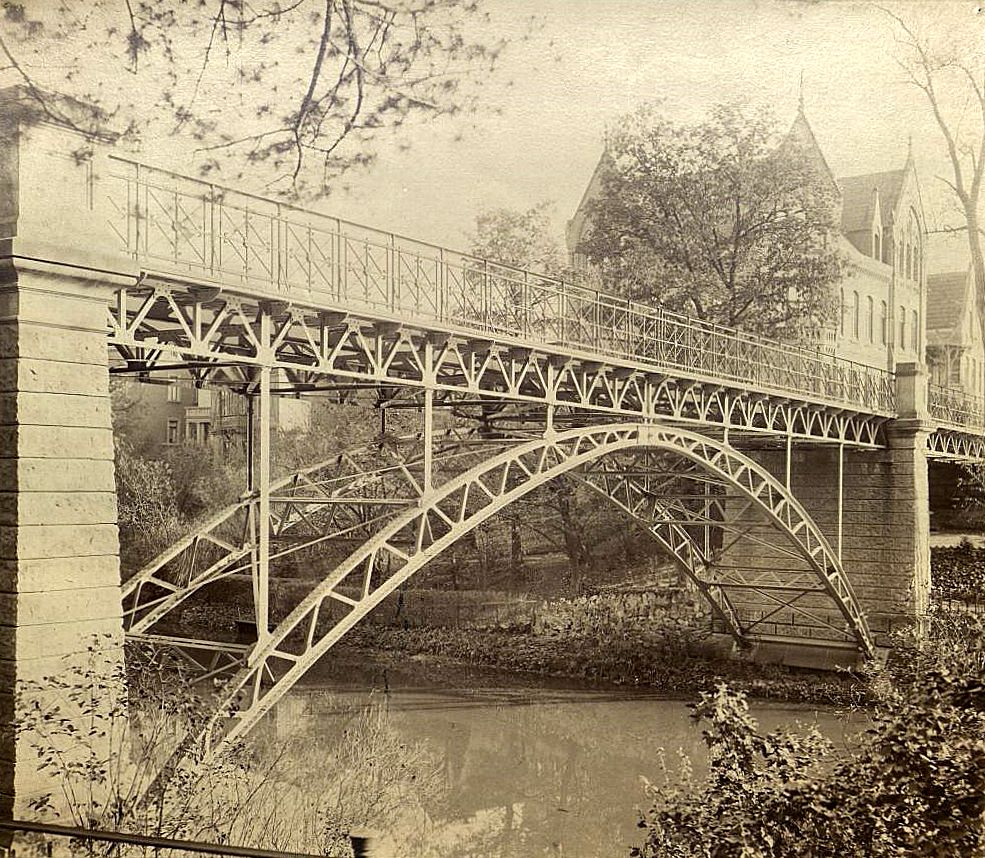
Die 1884 nach Häselers Entwurf entstandene Ottmerbrücke in Braunschweig.

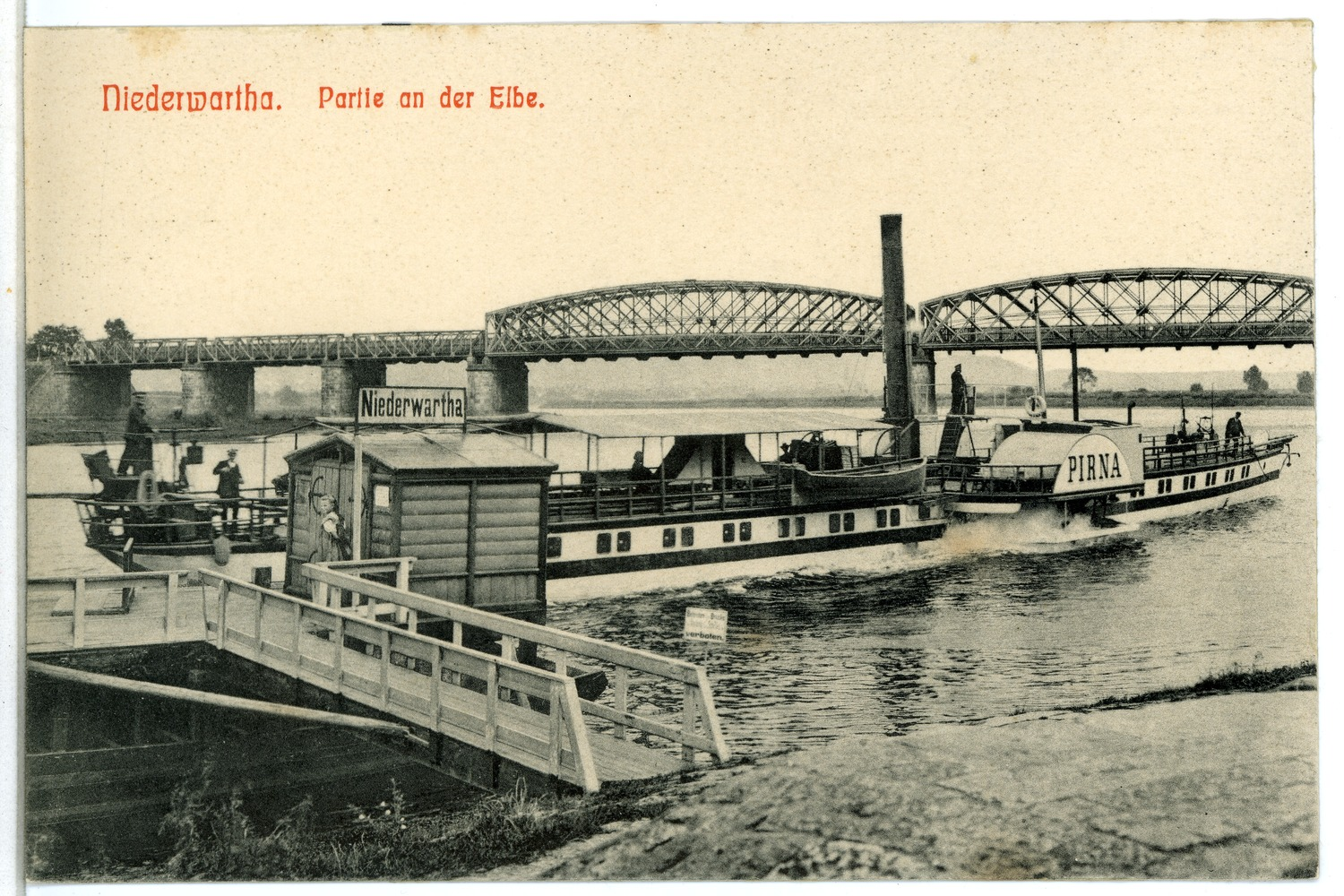
Die Elbbrücke bei Niederwartha mit dem Raddampfer Pirna, 1906

Ernst Häseler wurde 1844 in Sankt Andreasberg im Oberharz als Sohn eines Pastors geboren. Er besuchte das Gymnasium Andreanum in Hildesheim und studierte anschließend ab 1860 an der Polytechnischen Schule Hannover Bauingenieurwesen, wo er im Corps Teutonia Hannover aktiv wurde. Zu seinen Lehrern gehörte Conrad Wilhelm Hase. Im Jahr 1865 legte er die Staatsprüfung im Baufach ab.
Er war nachfolgend für verschiedene Eisenbahngesellschaften tätig, von 1865 bis 1867 als Ingenieur-Assistent bei der Hannoverschen Staatsbahn und von 1867 bis 1868 als Ingenieur bei der Venlo-Hamburger Eisenbahngesellschaft. Im Jahr 1870 bestand er die preußische Baumeisterprüfung. Anschließend arbeitete er von 1870 bis 1873 im Berliner Zentralbüro der Berlin-Hamburger Eisenbahn-Gesellschaft. Dabei leitete er die Entwurfsarbeiten für die Bahnstrecke Wittenberge–Buchholz. Häseler entwarf den eisernen Überbau der Elbbrücke Dömitz (im April 1945 zerstört). Von 1873 bis 1875 war Häseler Ingenieur bei der Berlin-Dresdener Eisenbahn-Gesellschaft, für die er die, im Mai 1945 gesprengte, Elbbrücke bei Niederwartha entwarf.
Häseler folgte 1875 einem Ruf als ordentlicher Professor für Brücken- und Eisenbahnbau an die Polytechnische Schule Braunschweig (seit 1878 Technische Hochschule). Zwischen 1875 und 1906 war er für viele Jahre, mit mehrjährigen Unterbrechungen, Vorstand der Abteilung Bauingenieurwesen an der TH Braunschweig. Er entwarf in Braunschweig die eiserne, 1959 abgebrochene Ottmerbrücke zwischen Löwenwall und Ottmerstraße, an der heutigen Kurt-Schumacher-Straße. Zu seinen Entwürfen gehört auch die ebenfalls 1884/85 erbaute Brücke Leonhardstraße. Mehrere Studienreisen führten Häseler nach England, Frankreich und in die USA. Er war der Braunschweiger Vertreter bei der Weltausstellung 1893 in Chicago.
Er war Mitglied im Architekten- und Ingenieur-Verein Hannover und im Architekten- und Ingenieur-Verein Braunschweig, dessen Ehrenvorsitz er 1907 übernahm. Im Jahr 1897 wurde Häseler zum Geheimen Hofrat ernannt.
Häseler wohnte in Braunschweig in der Adolfstraße 64. Er starb im April 1911 im Alter von 66 Jahren in Braunschweig.

## Schriften (Auswahl)
- Die Elbebrücke bei Dömitz. In: Zeitschrift des Architekten- und Ingenieur-Vereins zu Hannover, 1877, Jahrgang 23.
- Der Brückenbau: Ein Handbuch zum Gebrauche beim Entwerfen von Brücken in Eisen, Holz und Stein sowie beim Unterrichte an technischen Lehranstalten. Braunschweig 1888, 3 Bände.
  - I. Teil: Die Eisernen Brücken. Ein Handbuch zum Gebrauche beim Entwerfen eiserner Brücken. Friedrich Vieweg und Sohn, Braunschweig 1888; msu.edu (PDF; 59 MB).
- Das Bergwerk im Rammelsberg bei Goslar. Harzburg 1888.